# Dreams (singel Fleetwood Mac)
Dreams – singiel brytyjsko-amerykańskiego zespołu rockowego Fleetwood Mac, napisany przez wokalistkę Stevie Nicks i promujący jedenastą studyjną płytę grupy, Rumours (1977). W Stanach Zjednoczonych, piosenka została wydana jako drugi singel z płyty w dniu 24 marca 1977, natomiast w Wielkiej Brytanii jest to trzeci singel z tego krążka, wydany w czerwcu 1977. Wideo przedstawiające zespół wykonujący utwór na koncercie zostało wykorzystane jako teledysk.
W Stanach Zjednoczonych „Dreams” osiągnęło pierwszą pozycję listy przebojów Billboard Hot 100 w dniu 28 czerwca 1977 na jeden tydzień. Jest to do tej pory jedyny utwór zespołu, który znalazł się na pierwszym miejscu list przebojów. W Wielkiej Brytanii piosenka osiągnęła 24. miejsce oficjalnej listy w dniu 9 lipca 1977 na 11 tygodni.